# Monads
Monads ist eine 2011 gegründete Funeral-Doom-Band.

## Geschichte
Monads wurden offiziell im Januar 2011 von Hans Cools gegründet. Cools, der bereits vor der Gründung Monads’ durch Auftritte im Umfeld des Extreme und Depressive Black Metal, unter anderem mit Hypothermia, Trist und Toorn, als Live-Musiker in Erscheinung trat, sammelte zur Gründung weitere, ähnlich erfahrene Musiker um sich. Dabei begann Cools schon zwei Jahre vor der offiziellen Gründung damit die Gruppe zu formieren und eine Band zu forcieren. Die Musiker rekrutierten sich wie Cools selbst aus der Black- und Extreme-Metal-Szene. Mit dem Gitarristen Gorik van Droogenbroeck, dem Schlagzeuger Dimitry Degrieck und dem Bassisten Jan Frederix griff die erste Besetzung Monads auf die vollständige Live-Besetzung des von Droogenbroeck gegründeten Ein-Mann-Projektes Toorn aus dem Jahr 2011 zurück. Als Sänger trat Rob Polon von Fractured Insanity der Gruppe bei. Im September veröffentlichte die so zusammengestellte Gruppe ihr erstes Demo Intellectus Iudicat Veritatem. Das im August aufgenommene Demo wurde auf 50 Exemplare limitiert. Das Demo war laut Cools zügig ausverkauft. Mehrere Label bemühten sich um die Gruppe, um das Demo offiziell herauszugeben. Intellectus Iudicat Veritatem wurde als Download über Bandcamp, sowie als Album 2012 über Ordo MCM veröffentlicht. Das von Cools und Droogenbroeck produzierte Intellectus Iudicat Veritatem wurde von Rezensenten positiv aufgenommen.
Nach Abschluss der Demoaufnahme begann die Gruppe den Schreibprozess zum offiziellen Debütalbum und trat mit Bands wie Lifelover, IXXI, Cult of Erinyes, Ondskapt, The One, Somrak, Black Oath, Castle und Verdunkeln auf. Im Jahr 2014 verließ Droogenbroeck Monads und wurde durch François Breulet von Cult of Erinyes ersetzt. Nach weiteren Auftritten und einem verlängerten Schaffensprozess, den Cools als Teil einer belasteten Lebensphase umschreibt stellte die Gruppe das Album IVIIV im Jahr 2017 fertig. Das Album wurde von Greg Chandler von Esoteric gemastert und von Olmo „Déhà“ Lipani von We All Die (Laughing) produziert. Stijn  van Cauter von Until Death Overtakes Me und The NULLL Collective war für das Layout verantwortlich, während Billy Bayou von Glorior Belli das Cover gestaltete. IVIIV wurde im Dezember 2017 via Aesthetic Death Records veröffentlicht und erhielt in Folge der Veröffentlichung internationale Anerkennung. In Rezensionen wurde das Album häufig positiv hervorgehoben.

## Stil
Die Musik von Monads wird dem Death- und Funeral-Doom zugerechnet. Die Musik sei betont atmosphärisch, langsam und zäh, biete dabei jedoch wenig Abwechslung.
Cools benennt den atmosphärisch monotonen und langsamen Klang der Gruppe als angestrebte Wirkung der Musik. Das monotone und tiefe Riffing wird als „Aneinanderreihung von einzelnen Akkorden, die alle drei oder vier Sekunden mal angeschlagen werden“ umschrieben. Diese Gitarrenspiel würde mit „minimalistischen Akustik-Bridges“ aufgelockert. Der Gesang basiere, dem Stil entsprechend vornehmlich auf gutturalem Growling.
Cools nennt Interpreten des Funeral- und Death-Doom, des Black- und Depressive-Black-Metal sowie des Post-Rock als wichtige Einflüsse.
Darunter Esoteric, Evoken, Loss, Worship, Mournful Congregation, Nortt, Abyssic Hate, Silencer, frühe Shining, Burzum, Daturah, Red Sparowes und God Is an Astronaut.

## Diskografie
- 2011: Intellectus Iudicat Veritatem (Demo, Selbstverlag)
- 2012: Intellectus Iudicat Veritatem (Album, Ordo MCM)
- 2017: IVIIV (Album, Aesthetic Death Records)